# Johann Heinrich Böttcher (Pastor)

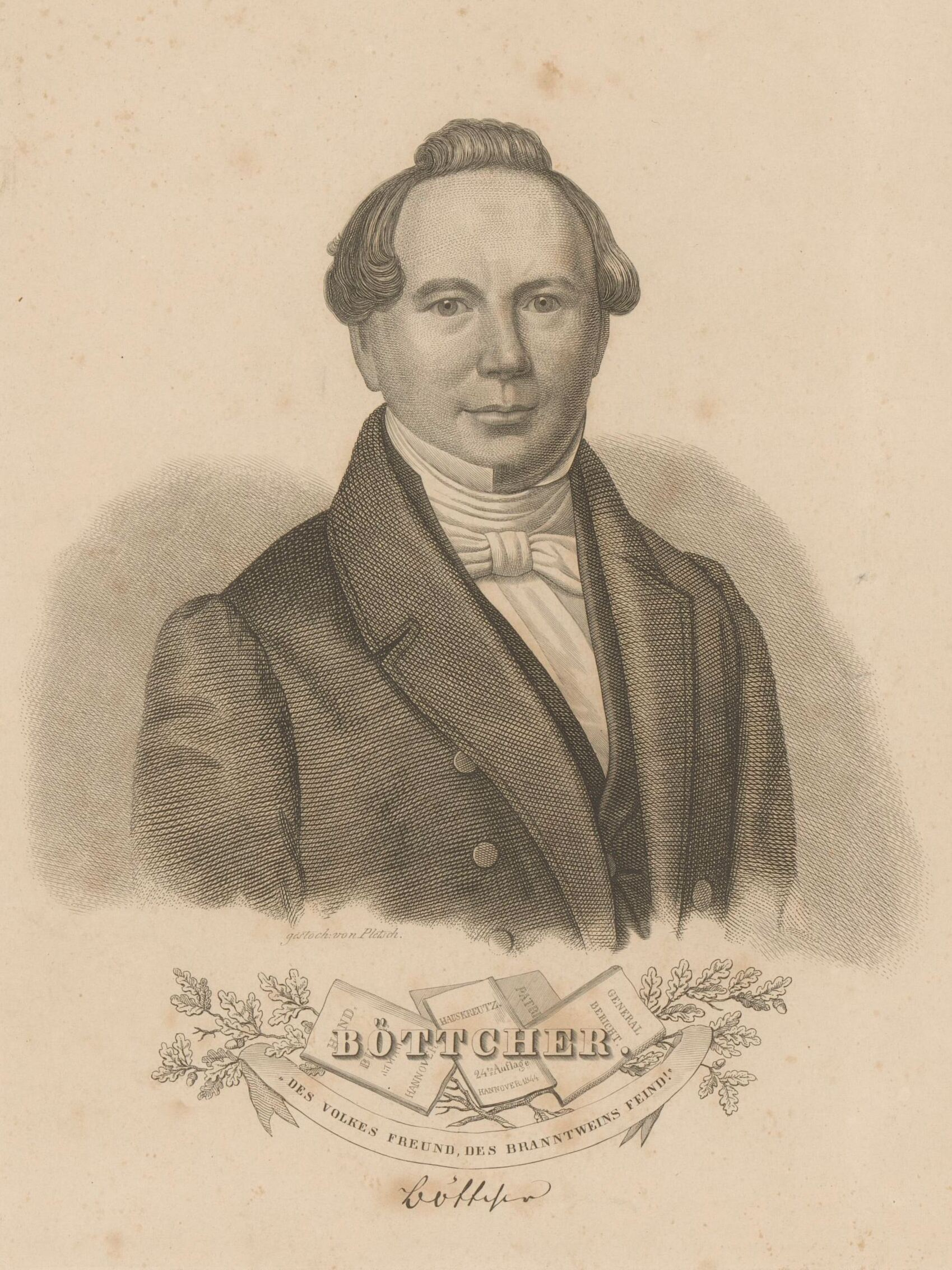
Johann Heinrich Böttcher, „Des Volkes Freund, des Branntweins Feind!“; Stahlstich (nach 1844)

Johann Heinrich Böttcher (* 29. Juli 1804 in Groß Lafferde; † 9. Juni 1884 in Hannover) war ein deutscher Pastor, Heimatforscher, Autor und Herausgeber, der überregional mit zahlreichen Schriften vor allem vor den Folgen des Alkoholmissbrauchs – insbesondere des Branntweins – warnte.

## Leben
Johann Heinrich Böttcher wurde, ebenso wie sein Bruder Ernst Christoph Böttcher, zur sogenannten „Franzosenzeit“ in die Familie eines Posthalters hinein geboren. Er ging in Wolfenbüttel und Braunschweig zur Schule und absolvierte anschließend an der Georg-August-Universität in Göttingen und an der Martin-Luther-Universität in Halle ein Studium der Theologie.
Als 1833 im Königreich Hannover das Staatsgrundgesetz in Kraft trat, übernahm Böttcher seine erste Pfarrei in dem kleinen Ort Imsen bei Alfeld (Leine). Dort gründete er zu Hebung der Allgemeinbildung einen „Leseverein“ sowie einen „Schullehrer-Gesangsverein“ und verfasste sein 1839 in erster Auflage und in der Hahn’schen Hofbuchhandlung in der Residenzstadt Hannover erschienenes Handbuch Über den Branntwein-Genuß, dessen Größe, Ursachen, Folgen und Heilung. Ein Handbuch für Vorsteher und Freunde der Mäßigkeits-Gesellschaften, um so die aufkommende Mäßigkeitsbewegung vor allem zur Verhinderung der Trunksucht zu fördern. 1844 informierte er mit seinem in Posen erschienenen, 39 Seiten umfassenden Sendschreiben an Deutschlands Aerzte ... über die Folgen des übermäßigen Alkoholkonsums (siehe Literatur).
Zur Zeit der Deutschen Revolution übernahm Böttcher 1849 das Pfarramt im (später eingemeindeten, heute hannoverschen Stadtteil) Kirchrode. Hier sichtete er das Kirchenarchiv und traf Maßnahmen zur Förderung der Erträge der Ländereien seines Pfarrbezirks. Ebenfalls 1849 begann Böttcher mit der Herausgabe der Zeitschrift Der Mässigkeitsbote für Stadt und Land, Untertitel Centralblatt für die Vereine im Königreich Hannover und Herzogthum Oldenburg. Das zeitweilig auch Norddeutscher Mässigkeitsbote genannte Blatt gab Böttcher gut ein Vierteljahrhundert lang bis 1875 heraus.
Der gesellige Heimatforscher schrieb mehrere Bücher über die seine Pfarrei umgebenden Örtlichkeiten (siehe Literatur), insbesondere nach Jubiläumsfeiern in Wülferode ab 1858 etwa zu Themen rund um das Kirchspiel Kirchrode, über die Jakobikirche im Speziellen oder die St.-Johannis-Kapelle in Bemerode, sowie eine Chronik von Anderten.
Neben seinen zahlreichen sozialen Schriften zur Mäßigung, die er auch als patriotische Aufgabe verstand, engagierte sich Böttcher, der auch Mitglied des Historischen Vereins für Niedersachsen und der Oberlausitzischen Gesellschaft der Wissenschaften war, politisch: Zur Zeit des Deutsch-Französischen Krieges veröffentlichte er 1870 eine Flugschrift unter dem Titel Was fordern wir von Frankreich? Eine Krieges- und Friedensschrift. Geschrieben als die Deutschen zum dritten Male vor Paris lagen.
Johann Heinrich Böttcher verstarb 1884 in Hannover. Er wurde auf dem Stadtfriedhof Engesohde bestattet, wo sich noch heute sein Grabmal findet.

## Schriften (Auswahl)
- Über den Branntwein-Genuß, dessen Größe, Ursachen, Folgen und Heilung. Ein Handbuch für Vorsteher und Freunde der Mäßigkeits-Gesellschaften, Hahn, Hannover 1839 (zweite Auflage 1863).
- Der Branntwein. Ein sicherer Zerstörer des Wohlstandes, der Gesundheit, des häuslichen Glücks und der Zufriedenheit. Ein Warnungsbüchlein, verbunden mit der Geschichte der Mäßigkeits-Gesellschaft / Joh. Heinr. Böttcher, Gerstenberg, Hildesheim 1839.
- Geschichte der Mäßigkeits-Gesellschaften in den norddeutschen Bundes-Staaten, oder General-Bericht über den Zustand der Mäßigkeits-Reform bis zum Jahre 1840. Erster Jahres-Bericht über Deutschland. Mit juridischen und medicinischen Gutachten und anderen Documenten, statistischen und tabellarischen Zugaben und einem litterarischen Anhange / von J. H. Böttcher, ... Im Verlage der Hahn’schen Hofbuchhandlung, Hannover 1841; online über Google-Bücher
- Sendschreiben an Deutschlands Aerzte. Ein Vorwort zu einer demnächst erscheinenden Sammlung von Gutachten deutscher Aerzte gegen den Branntwein-Genuss / J. H. Böttcher, Pastor, Posen 1844 (39 Seiten).
- Der Patriot. Eine vorurtheilsfreie und gründliche Untersuchung über die Mäßigkeits-Angelegenheit / allen gebildeten Bürgern Deutschlands, welche Sinn und Herz haben für Vaterlands- und Menschenwohl / gewidmet vom Pastor Böttcher, 5., verbesserte Auflage, wohlfeile Ausgabe, Seitenstück zum Hauskreuze, Hahn, Hannover 1845.
- Eliphalet Nott: Zehn Vorlesungen über den Genuß berauschender Getränke, Übersetzung von Johann Ludwig Witthaus. Mit einer Einleitung von Pastor [Joh. Heinr.] Böttcher, Rümpler, Hannover 1849.
- Böttcher und seine Stiftungen. Eine Festgabe zur Jubelfeier der hundertjährigen Gründung des Schullehrer-Seminars und dessen Freischule; (Hannover den 16. und 17. Sept. 1851) / aus dem schriftlichen Nachlasse des Stiftes zusammengestellt vom Pastor Böttcher (in Frakturschrift), Rümpler, Hannover 1851.
- Geschichte des Kirchspiels Kirchrode und der Umgebung. Bei Gelegenheit des Wülferoder Jubelfestes gemeinfaßlich erzählt / von Böttcher (= Festbüchlein zum Andenken an das 100jährige Jubelfest zu Wülferode), in dieser Reihe:
  - Teil 2: Gründung und Dotierung der Kirche zu Rode, 1858.
  - Teil 3: Geschichte von Bemerode und Umgebung enthaltend bei Gelegenheit der Einweihung der neuen Johannis-Capelle zu Bemerode 1867 gemeinfaßlich erzählt / vom ... Böttcher, Schmorl und von Seefeld, Hannover 1867.
- General-Bericht über der Zustand der Mässigkeits-Reform im Jahre 1854 ... Denkschrift zur Erörterung der Frage über die Einführung des Maine-Gesetzes ... / Johann Heinrich Boettcher, Weber in Commission, Leipzig [circa 1854].
- Chronik von Anderten (Maschinenschrift), 1859.
- Das Hauskreuz, oder was vom Branntweintrinken zu halten sei? Kurz und erbaulich zusammengefasst in ein Gespräch, so auf einem Dorfe in unserem Lande vorigen Winter wirklich gehalten ist. Zur Lehr' und Warnung für Jung und Alt, für Reich und Arm und zu Nutz und Frommen für Jedermann an's Licht gestellt / vom Pastor [Joh. Heinr.] Böttcher, 39. verbesserte Auflage, Göhmann, Hannover 1863.
- Het groote Huiskruis of de sterke drank : (voor Nederland bewerkt naar de 24e Uitgave van Böttchers Hauskreuz) [Böttcher], 4. Druck, Kooj, Amsterdam 1865 (niederländisch).
- Was fordern wir von Frankreich? Eine Krieges- und Friedensschrift. Geschrieben als die Deutschen zum dritten Male vor Paris lagen / von Pastor Böttcher in Kirchrode, Mitglied des historischen Vereins für Niedersachsen und der Oberlausitzischen Gesellschaft der Wissenschaften, Schmorl & von Seefeld (Verlag; Druck von August Grimpe in Hannover), Hannover 1870.
- Krzyz domoray, to jest Rzecz o zatosnyck nastepotwach, jakie za soba̮ picie gorzatki pociaga, wystawiona w rozmowie, ktòra w pewnej wsi prowadzons, i klóra Ruie nasice i pirzestrodza staryck imtodyck, bogatyck i ubogick a pozy︣tkowi tak ciata jak duszy kazd︣e go cztowieda na widok wdat: Kria̜dz: Ranodzieja w Imsen pod Alfeld w Kraja Hannowesskim, teraz zasńa potski przettómaczyi i wyttoczyi polecito ... / Böttcher, C. H. Haryck, W Oloztynie i Holsztynku wytl̃orzyl̃ [ca. 1890] (polnisch).